# Valérie Rabault

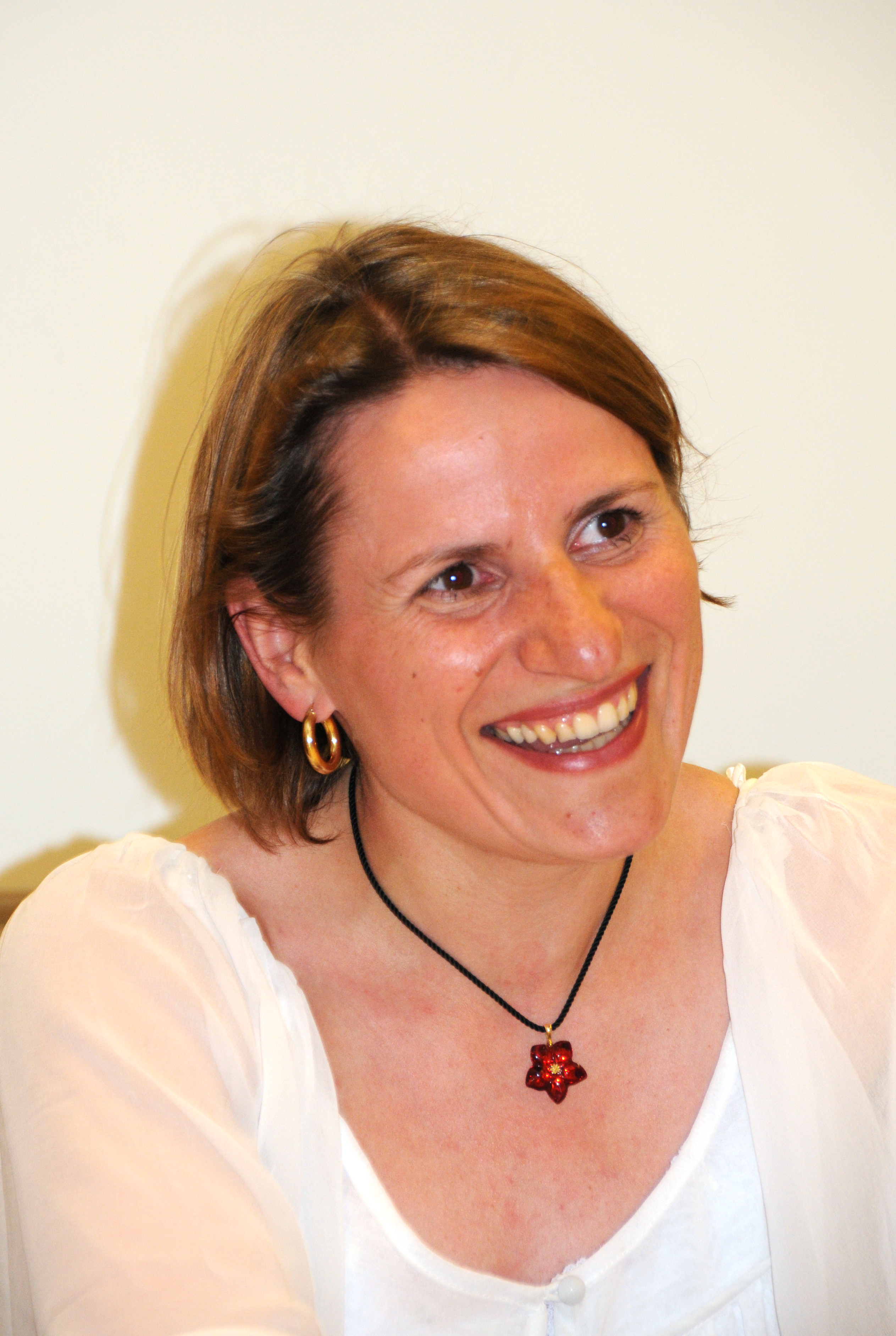
Valérie Rabault (2011)

Valérie Rabault (* 25. April 1973 in L'Haÿ-les-Roses, Département Val-de-Marne) ist eine französische Politikerin (PS). Sie ist seit 2012 Abgeordnete und seit Juni 2022 Erste Vizepräsidentin der Nationalversammlung. Von 2018 bis 2022 war sie Vorsitzende der Sozialistischen Fraktion in der Nationalversammlung.

## Werdegang
Nach dem Besuch des Pariser Lycée Louis-le-Grand studierte Rabault von 1994 bis 1998 an der École nationale des ponts et chaussées (Abschluss als Diplom-Ingenieurin) und am Collège des ingénieurs (MBA). Nach ihrem Abschluss arbeitete sie zunächst in der Bauwirtschaft, wo sie sich mit Projektfinanzierung beschäftigte. Daraufhin wechselte sie in den Banksektor zur Société Générale und 2003 zu BNP Paribas. Zeitweise in der Londoner Dependance der französischen Bank tätig, stieg sie 2010 in der Konzernzentrale zur Leiterin der Risikoplanung in der Abteilung für Aktien und Rohstoffe der Investmentbanktochter.
Seit 2000 Mitglied der Parti socialiste, wurde Rabault bei der Parlamentswahl in Frankreich 2012 als Abgeordnete des 1. Wahlkreises des Départements Tarn-et-Garonne in die Nationalversammlung gewählt. 2014 wurde sie zudem in den Stadtrat von Montauban gewählt. Im selben Jahr beerbte sie – als erste Frau in dieser Rolle – Christian Eckert als Berichterstatterin für den Staatshaushalt, nachdem dieser zum Staatssekretär aufgestiegen war. Bei der Parlamentswahl 2017 wurde sie wiedergewählt und übernahm im April 2018 als Nachfolgerin von Olivier Faure, der zum Parteivorsitzenden („Erster Sekretär“) gewählt worden war, den Fraktionsvorsitz der Sozialisten. Auch hier war sie die erste Frau in der Geschichte des Parlaments. Bei der Parlamentswahl 2022 wurde sie als Kandidatin des Linksbündnisses NUPES in ihrem Wahlkreis wiedergewählt. Die Nationalversammlung wählte sie im Juni 2022 zur Ersten Vizepräsidentin.